# Фараон
Фараон (/ˈfɛəroʊ/, египатски: pr ꜥꜣ; коптски ⲡⲣ̅ⲣⲟ, Pǝrro; библијски хебрејски: פַּרְעֹה, Parʿō) назив је за врховног владара у Старом Египту. Веровало се да он не умире него „улази у свој вечни хоризонт“. Фараон је био „извор живота, здравља и радости“. Његово име није се смело помињати без потребе. Услед тога о фараону се говорило као о „високом дому“ (пер-аа, од чега потиче грчка реч фараон). Казивало се, на пример: „Високи дом“ је наредио. Фараон је поздрављан падањем ничице. Била је велика част за онога који је могао уместо земље да пољуби његово стопало. Фараон је имао сву државну власт (управну, судску и законодавну). Право је било израз његове воље, мада је имао саветнике за издавање правних аката, тзв. „саветнике царских наређења“. Фараон је био гарант маат-а, новог поретка света, што значи да је раније постојао хаос, а да је са фараонима дошло до успостављања реда.
Фараон је народни термин који савремени аутори често користе за краљеве старог Египта који су владали као монарси од Прве династије (око 3150. п. н. е.) до анексије Египта од стране Римског царства 30. године п. н. е. Међутим, без обзира на пол, „краљ“ је био термин који су древни Египћани најчешће користили за своје монархе средином Осамнаесте династије током Новог краљевства. Термин „фараон” није коришћен у то време за владара све до могућег позивања на Мернептаха, око 1210. п. н. е. током Деветнаесте династије, нити се доследно користио све до опадања и нестабилности који су почели са Двадесет петом династијом. У раним династијама, древни египатски краљеви су имали чак три титуле: хорус, сеџ и би (nswt-bjtj) и две даме или Небти (nbtj) име. Златни хорус и додатни називи су додати касније.
У египатском друштву, религија је имала централно место у свакодневном животу. Једна од улога краља била је као посредник између божанстава и људи. Тако је краљ био замењен за божанства у улози која је била цивилни и верски администратор. Краљ је поседовао сву земљу у Египту, доносио је законе, убирао порезе и бранио Египат од освајача као главнокомандујући војске. Религијски, краљ је служио на верским церемонијама и бирао места за нове храмове. Краљ је био одговоран за одржавање мата (mꜣꜥt), или космичког поретка, равнотеже и правде, а део тога је укључивао одлазак у рат када је то било потребно за одбрану земље или напад на друге за које се веровало да ће то допринети мату, као нпр. за добијање ресурса.
Услед начина на који је извршено уједињење Египта и дуализма који се дуго задржао, фараон је у прво време носио две круне, белу круну Горњег Египта и црвену круну Доњег Египта. Касније су оне спојене у једну, дуплу круну. Такође, као израз првобитног дуализма, фараон је у прво време сахрањиван у две гробнице, једну на северу, другу на југу. Она празна звала се кенотаф. И поред божанског статуса и концентрације огромне власти, неки антички писци су тврдили да положај фараона није био завидан. По њима, фараон је био подвргнут таквом режиму живота, да му у строго испланираном дану није остало нимало слободног времена. Фараон је морао бити довољно виталан да би могао Египту да обезбеди живот, здравље и радост, а пре свега плодност. Болешљив или стар човек није могао бити фараон. У старо доба египатске историје- изгледа до уједињења- постојао је обичај да се стари, фертилно немоћни владари убијају. Овај примитиван обичај је касније замењен тзв. Хеб-Сед фестивалом, свечаношћу која се задржала и у време новог царства.

## Порекло речи
Реч фараон потиче од египатске речи „пра“, што значи „велика кућа“. У почетку је „фараон“ био назив за краљевску палату, а од осамнаесте династије је постао назив за владара. Најстарије доказано помињање речи фараон је средином осамнаесте династије.
Током ере Новог краљевства, фараон је постао облик обраћања за особу која је била краљ. Најранији потврђени пример где се pr ꜥꜣ користи посебно за обраћање владару је у писму краљу Осамнаесте династије, Ехнатону (владао око 1353–1336. п. н. е.), које је упућено „Великој кући, Л, В, Х, Лорда“. Међутим, постоји могућност да је титула pr ꜥꜣ најпре примењена лично на Тутмоса III (око 1479–1425. п. н. е.), у зависности од тога да ли се може потврдити да се натпис на Армантовом храму односи на тог краља. Током Осамнаесте династије (од шеснаестог до четрнаестог века пре нове ере) титула фараон је коришћена као поштовање владара. О касној Двадесет првој династији (десети век пре нове ере), међутим, уместо да се користи самостално и првобитно само за палату, почео је да се додаје осталим титулама пре имена краља, а од Двадесет пете династије (од осмог до седмог века пре нове ере, током опадајућег трећег међупериода) био је, барем у обичној употреби, једини епитет са префиксом краљевског апелатива.
Од Деветнаесте династије па надаље pr-ꜥꜣ самостално, коришћен је једнако редовно као и ḥm, „Величанство“. Прво датирано појављивање титуле „фараон“ која се везује за име владара јавља се у 17. години Сијамуна (десети век пре нове ере) на фрагменту из Карначких свештеничких анала, верског документа. Овде је индукција појединца у свештенство Амона датирана специфично у време владавине „фараона Сијамуна“. Ова нова пракса је настављена под његовим наследником, Псусенесом II, и каснијим краљевима Двадесет друге династије. На пример, стела Велика Дахла је специфично датирана на 5. годину краља „Фараон Шошенк, Амоновог миљеник“, за кога се сви египтолози слажу да је Шошенк I – оснивач Двадесет друге династије – укључујући Алана Гардинера у његовој оригиналној публикацији о овој стели из 1933. године.
Титула је реконструисана тако да се изговарала  на касноегипатском језику, одакле је грчки историчар Херодот извео име једног од египатских краљева, Φερων. У хебрејској Библији, ова титула се такође појављује као хебр. פרעה ; од тога, у Септуагинти, φαραώ, pharaō, а затим у каснолатинском pharaō, обе именице -n корена. Куран га исто тако пише арап. فرعون firʿawn са n (овде се увек мисли на једног злог краља у причи Књиge iзласка, за разлику од доброг краља у причи сури Јусуф). Арапски комбинује оригинални ајин из египатског заједно са завршетком -n из грчког.
На енглеском је термин испрва био написан као „Pharao“, али су преводиоци Библије краља Џејмса оживели „Pharaoh“ са „h“ са хебрејског. У међувремену, у Египту,  је еволуирао у сахидскo коптскo ⲡⲣ̅ⲣⲟ pərro, а затим ərro погрешно третирајући p- као дефинитивни члан „the“ (из древног египатског pꜣ).
Други значајни епитети су nswt, у преводу „краљ”; ḥm, „Величанство”; jty за „монарх или суверен”; nb за „лорд”; и ḥqꜣ за „владар”.